# Причали (Калінінградська область)
Причали (рос. Причалы) — селище Славського району, Калінінградської області Росії. Входить до складу Ясновського сільського поселення.
Населення — 123 особи (2015 рік).

## Населення
| 2002 | 2010 |
| ---- | ---- |
| 136  | ↘123 |